# Robert Justus Kleberg

Robert Justus Kleberg

Rosalia Kleberg, geborene von Roeder

Johann Christian Justus Robert Kleberg (* 10. September 1803 in Herstelle bei Beverungen, Kreis Höxter, Westfalen; † 23. Oktober 1888 in Cuero bei Yorktown, DeWitt County, Texas, USA) war Soldat im texanischen Unabhängigkeitskrieg („Held von San Jacinto“) und im Bürgerkrieg, Vorsitzender der texanischen Landkommission (1838), Oberrichter des Austin County (1846), Commissioner des DeWitt County (1848) und Oberrichter des DeWitt County (1853–1854).

## Familie
Robert Justus Kleberg war der Sohn des wohlhabenden Kaufmanns Lucas Kleberg (1740–?) und dessen Frau Veronika Meier (1740–?).
Kleberg heiratete am 4. September 1834 in Marienmünster (Kreis Höxter, Westfalen) Rosalia von Roeder (* 20. Juli 1813 in Vörden (Marienmünster), Westfalen; † 3. Juli 1907 in Yorktown), die Tochter des Anton Ludwig Sigismund von Roeder (1774–1847) und der Caroline Luise Sack (1782–1865). Das Ehepaar hatte acht Kinder. Rosalia von Roeder war es, die ihren Verlobten zur Auswanderung überredete und ihn nur unter dieser Bedingung heiraten wollte. Sie war begeisterte Botanikerin und hatte engen Kontakt mit Ferdinand Lindheimer (1801–1879). Klebergs Schwager war Albrecht von Roeder (1811–1857), Kommilitone aus Göttinger Studienjahren.
Sowohl ein Sohn als auch ein Enkel trugen seinen Namen – Robert J. Kleberg Sr. und Jr. – und wurden in Texas erfolgreich: Robert Sr. (1853–1932) war Rechtsanwalt und wohlhabender Besitzer der King Ranch, die mit ihren 825.000 Acres (>330.000 Hektar) grenzüberschreitend in den Countys Nueces, Kenedy, Kleberg und Willacy liegt, Robert Jr. (1896–1974) war Erbe der King Ranch sowie Gesellschafter mehrerer Holdings. Durch Kleberg-Stiftungen werden heute ein Kleberg-Krankenhaus, eine Kleberg-Bücherei und andere Einrichtungen finanziert.

## Leben

### Jugend in Deutschland
In seiner Kindheit zogen die Eltern mit ihren Kindern von Herstelle nach Beverungen. Die Kinder erhielten die beste Schulbildung am Gymnasium in Holzminden (Niedersachsen), doch nach einigen Jahren hatte der Vater finanziell Pech und starb auch bald darauf, so dass die Kinder auf sich allein gestellt waren.
Kleberg wollte unbedingt Jurist werden und schloss das Studium der Rechtswissenschaft an der Universität Göttingen nach nur zweieinhalb Jahren mit der Promotion ab. An der Universität lernte er auch seinen späteren Schwager Albrecht von Roeder kennen. Nach einem Dienstjahr in Nieheim (Kreis Höxter) und einigen anderen Positionen zur praktischen Berufsausbildung stand er im Jahr 1834 eigentlich am Anfang einer hervorragenden juristischen Berufslaufbahn.
Doch er ließ sich von seiner Verlobten überreden, mit deren Großfamilie – wie viele andere zu jener Zeit – nach Nordamerika auszuwandern und sich im damals „gelobten Land“ Texas anzusiedeln. Texas war zwar überwiegend noch unbesiedelt, doch hatte man in Deutschland viel Gutes und leider auch allzu Romantisches aus diesem Land gehört, nicht zuletzt durch den weit verbreiteten Brief des Auswanderers Friedrich Ernst, Vater der Caroline Ernst, der seit 1831 dort in Industry im Austin County lebte. Noch im September 1834 heiratete der junge Rechtsreferendar Kleberg in Marienmünster Rosalia von Roeder.

### Auswanderung nach Texas
Als der Entschluss zur Auswanderung endgültig fest stand, schickte man die drei ältesten Roeder-Kinder Ludwig, Albrecht, Joachim und Schwester Valeska mit dem Diener Pollhart als Vorhut nach Texas, um dort die Ankunft der Großfamilie vorzubereiten. Sie sollten den Briefschreiber Friedrich Ernst aufsuchen. Als die Nachricht von der sicheren Ankunft dieser Vorhut sechs Monate nach deren Abreise in Deutschland endlich eintraf, machte sich auch der Rest der Familie am 30. September 1834 an Bord der Congress unter Kapitän J. Adams auf die strapaziöse Überfahrt nach Texas. Die Reisegruppe bestand aus Robert J. Kleberg und seiner Ehefrau Rosalia, Ludwig Kleberg, Vater Ludwig von Roeder mit Frau, seinen Töchtern Luise und Caroline, seinen Söhnen Rudolph mit seiner Verlobten Antoinette von Donop, Otto mit Ehefrau Pauline von Donop und Wilhelm von Roeder. Die anderen Passagiere waren Deutsche aus dem Großherzogtum Oldenburg, darunter ein Schwager des Briefschreibers Friedrich Ernst. Alle wollten sie sich gemeinsam in Texas ansiedeln und erreichten nach 60 Tagen endlich New Orleans im Staat Louisiana.
Nach ersten äußerst aufregenden Monaten voller Missgeschicke und Pannen in den USA, auf deren Schilderung hier verzichtet werden muss, erreichten schließlich im winterlichen Frühjahr 1835 die meisten der Gruppe doch noch den Platz im Austin County, wo Catspring gegründet werden sollte. Kleberg fungierte fortan als Sprecher dieser Gruppe. Während die Frauen noch in Harrisburg blieben, bauten die Männer die ersten Häuser. Als Akademiker und Intellektuelle, so genannte „Lateiner“, waren sie aber handwerklich überhaupt nicht geübt, weshalb dieser Häuserbau sehr lange dauerte. Während dieser Zeit lebten sie friedlich neben Kikapoo-Indianern, die ihnen sogar gelegentlich halfen. Anfang September 1835 waren endlich zwei Blockhäuser fertiggestellt, so dass der Rest der Familie aus Harrisburg geholt werden konnte.

### Leben im Austin County
Bald darauf kämpfte Kleberg 1835 und 1836 als Soldat im texanischen Unabhängigkeitskrieg, unter anderem in den Schlachten von Alamo (6. März 1836), dem späteren San Antonio im Bexar County, und San Jacinto (21. April 1836), und diente auch noch nach der Revolution sechs Monate lang in der texanischen Armee. Zum Dank erhielt er, nachdem Texas Bundesstaat der USA geworden war, am 23. Oktober 1845 ein 4.428 Acres (ca. 1.800 Hektar) großes Stück Land im Dallas County, auf dem etwa ab 1850 die Ortschaft Kleberg entstand, die 1978 in Dallas eingemeindet wurde, und wurde von Präsident Sam Houston im Jahr 1837 zum „Associate Commissioner“ im „Board of Land Commissioners“ von Texas und schon 1838 sogar zum Vorsitzenden dieses Gremiums ernannt. 1841 wurde er Friedensrichter, im Jahr 1846 Oberrichter des Austin County.
Angeblich soll Kleberg einmal dem deutschen Botaniker Ferdinand Lindheimer das Leben gerettet haben, als er diesen nahe Catspring verwundet im Brazos River fand.
Kleberg und Ludwig von Roeder ließen aus Deutschland sogar ein Klavier nach Catspring bringen und waren dadurch Besitzer des ersten Klaviers in Texas.

### Leben im DeWitt County
Im Jahr 1847 zog die kinderreiche Familie Kleberg gemeinsam mit der Familie von Roeder nach Meyersville im DeWitt County, der noch kaum besiedelt war – nur wenige Siedler, keine Schulen oder Kirchen. Richter Kleberg errichtete zusammen mit seinem Schwager Albrecht von Roeder, John York und einigen anderen eigenhändig das neue Schulhaus. Im Oktober 1848 kämpfte er am Escondido Creek unter dem Kommando von Captain John York gegen raubende und mordende mexikanische Lipan-Indianer, die von Coahuila in Mexiko eingefallen waren.
Im selben Jahr 1848 wurde Kleberg Commissioner und im Jahr 1853 Oberrichter des Countys; im Folgejahr 1854 wurde er noch einmal wiedergewählt.
Nach dem Tod seines Schwagers Albrecht von Roeder sorgte Kleberg neben seinen eigenen 7 Kindern auch noch für die Roeder-Kinder. Kleberg war ein überzeugter Anhänger der Demokraten und unterstützte die Sache der Konföderierten. Als im Jahr 1861 der amerikanische Bürgerkrieg ausbrach, kämpfte er sogar mit einer eigenen Einheit, wurde aber angeblich wegen seines Alters (58 Jahre) nicht in die offizielle Armee übernommen.
Bis zu seinem Tod war Kleberg stolzes Mitglied im texanischen Veteranen-Verein. Sein Grabstein nahe der Farm seiner Tochter, wo er 1888 starb, hat die Form eines Soldaten-Zeltes und trägt die Aufschrift „Remember the Alamo“. 1936 wurde dort noch ein Denkmal errichtet.

## Ehrungen
- Das Kleberg County trägt ihm zu Ehren seit 1913 seinen Namen.
- Die Stadt Kleberg, heute ein Ortsteil von Dallas, ist nach ihm benannt.
- Denkmal bei Cuero (DeWitt County)